# Bari (Somália)
Bari ou Bārī é uma região da Somália, sua capital é a cidade de Boosaaso. Atualmente faz parte do auto-declarado estado autônomo da Puntlândia.
O surgimento do estado autônomo dividiu a região somali de Bari em 2 regiões: Bari, na parte norte, e Karkaar na parte sul.
Desde o surgimento do estado autônomo de Maakhir, em 1 de julho de 2007, este estado controla um pequeno território no noroeste de Bari, denominado por Maakhir de Bari Ocidental. 